# Jiangliji (köpinghuvudort i Kina, Henan Sheng, lat 33,94, long 113,83)
Jiangliji är en köpinghuvudort i Kina. Den ligger i provinsen Henan, i den centrala delen av landet, omkring 93 kilometer söder om provinshuvudstaden Zhengzhou. Antalet invånare är 50 419. Befolkningen består av 24 627 kvinnor och 25 792 män. Barn under 15 år utgör 19,0 %, vuxna 15-64 år 72 %, och äldre över 65 år 8,0 %.
Runt Jiangliji är det tätbefolkat, med 819 invånare per kvadratkilometer. Närmaste större samhälle är Jiangguanchi, 7,4 km norr om Jiangliji. Trakten runt Jiangliji består till största delen av jordbruksmark.
Genomsnittlig årsnederbörd är 847 millimeter. Den regnigaste månaden är september, med i genomsnitt 154 mm nederbörd, och den torraste är januari, med 6 mm nederbörd.